# Dugda
Dugda è una suddivisione dell'India, classificata come census town, di 18.864 abitanti, situata nel distretto di Bokaro, nello stato federato del Jharkhand. In base al numero di abitanti la città rientra nella classe IV (da 10.000 a 19.999 persone).

## Geografia fisica
La città è situata a 23° 45' 0 N e 86° 10' 0 E e ha un'altitudine di 217 m s.l.m..

## Società

### Evoluzione demografica
Al censimento del 2001 la popolazione di Dugda assommava a 18.864 persone, delle quali 10.210 maschi e 8.654 femmine. I bambini di età inferiore o uguale ai sei anni assommavano a 2.602, dei quali 1.424 maschi e 1.178 femmine. Infine, coloro che erano in grado di saper almeno leggere e scrivere erano 12.531, dei quali 7.853 maschi e 4.678 femmine.